# Statue-menhir de Saint-Jean l'Hôpital
La statue-menhir de Saint-Jean l'Hôpital est une statue-menhir appartenant au groupe rouergat découverte à Montclar, dans le département de l'Aveyron en France.

## Description
Elle a été découverte en 1993 par le propriétaire de la ferme attenante, Jean-Pierre Roussel. La statue a été sculptée et gravée sur une dalle de grès dont le site d'extraction le plus proche est situé à 1 km. Elle correspond au fragment supérieur d'une statue plus grande. Ce fragment mesure 0,60 m de hauteur sur 0,54 m de largeur et 0,20 m d'épaisseur,.
La statue a connu deux états successifs. À l'origine, c'est une statue masculine comme l'atteste le baudrier, qui comporte un anneau (au dos de la statue). Dans un second temps, elle a été féminisée par l'ajout d'une paire de seins et d'un collier à trois rangs. Le visage (yeux, nez) et la partie supérieure des bras sont visibles,.